# Gustav Gugitz (Architekt)

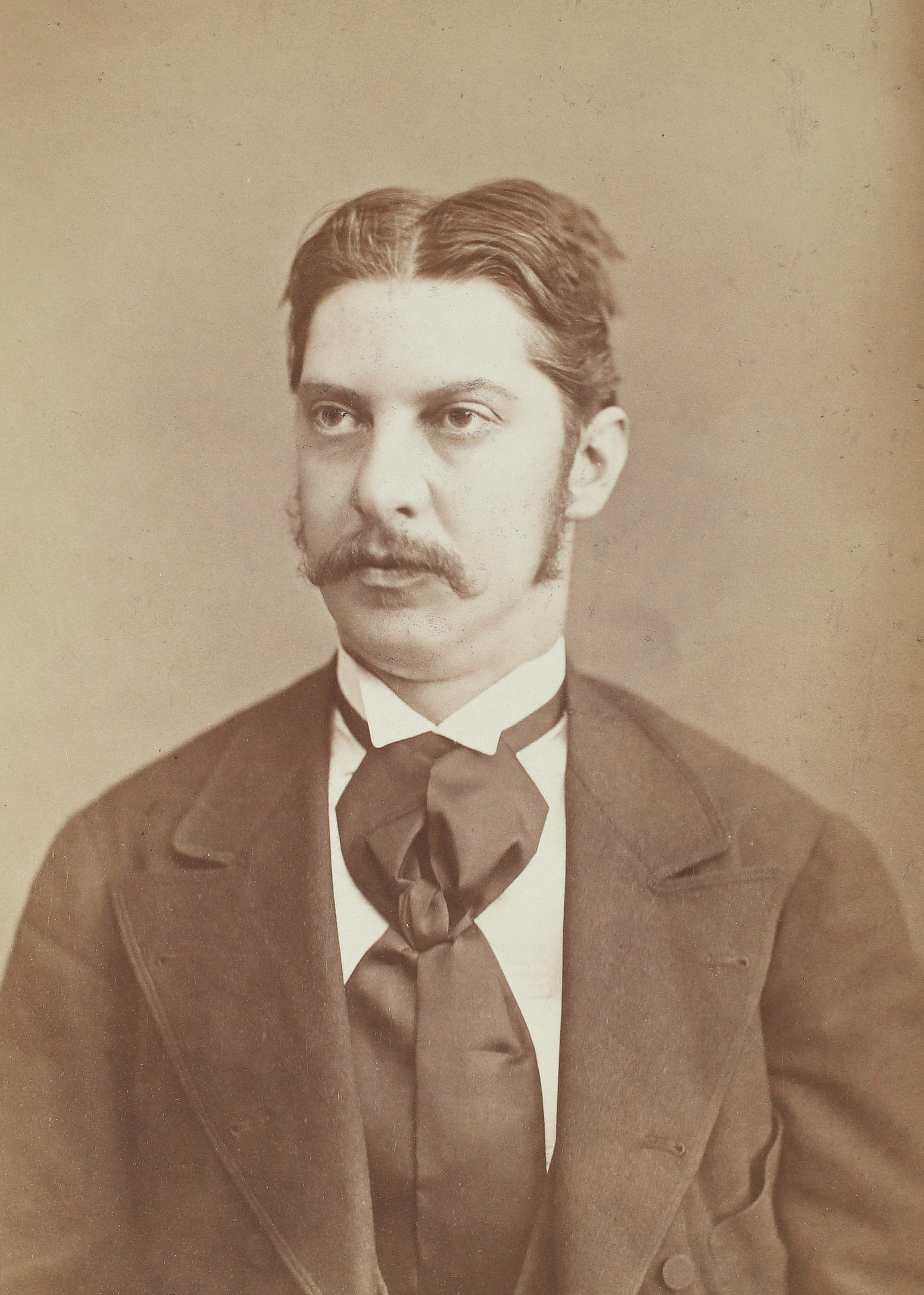
Gustav Gugitz, Fotografie von Josef Löwy

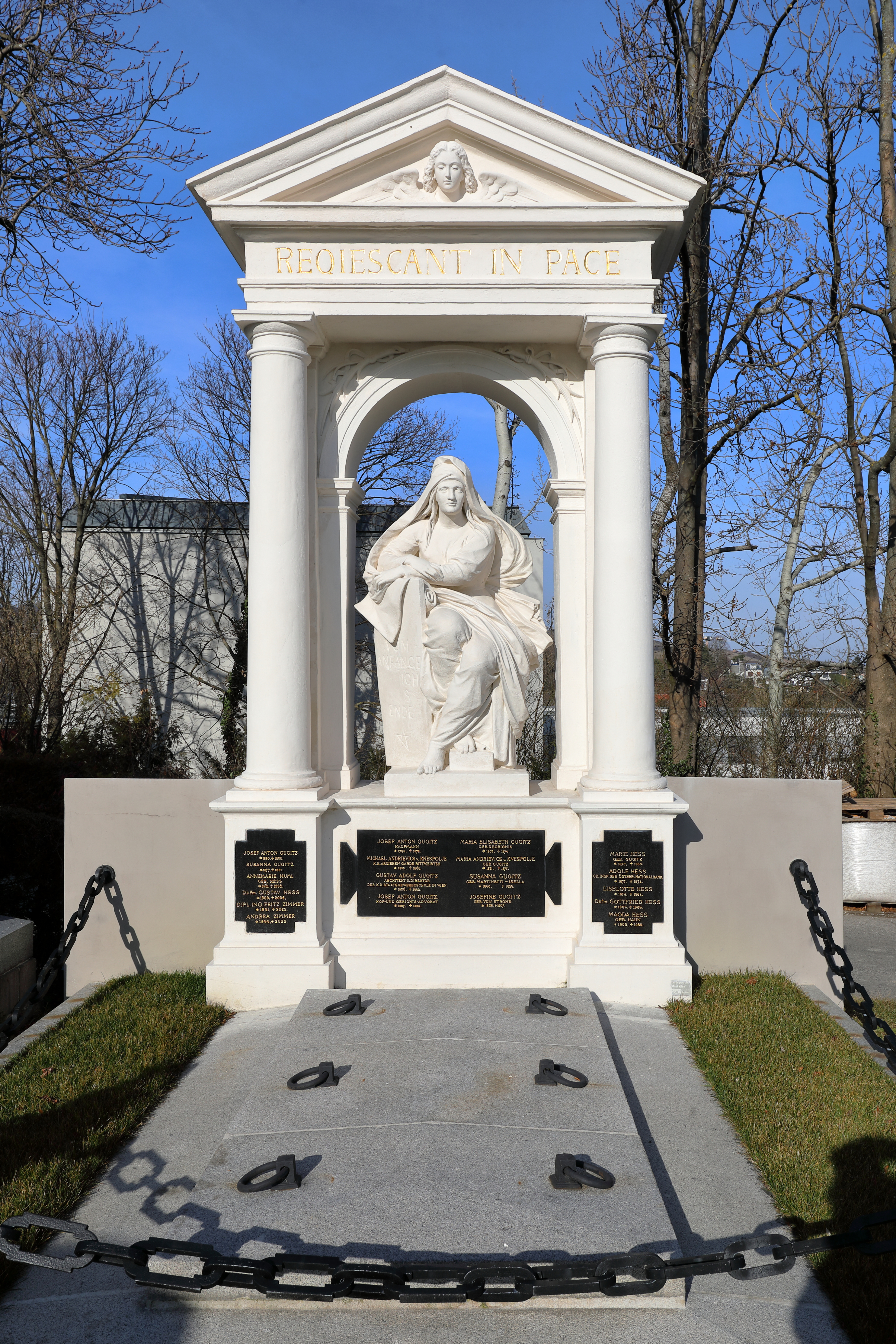
Grabstätte von Gustav Adolf Gugitz auf dem Grinzinger Friedhof

Gustav Gugitz (* 10. Mai 1836 in Klagenfurt; † 17. Juli 1882 in Wien) war ein österreichischer Architekt.

## Leben
Gustav Gugitz belegte nach einer Lehrzeit als Baumeister ein Studium an der Akademie der bildenden Künste in Wien. Des Weiteren ließ er sich im Atelier van der Nülls und Sicardsburgs ausbilden. Gugitz arbeitete hauptsächlich im Baubüro der Wiener Oper und vollendete nach dem Tode der beiden Architekten 1869 den Bau. Von 1875 bis 1882 fungierte Gugitz als Professor sowie als Direktor der Wiener Staatsgewerbeschule.
Sein ehrenhalber gewidmetes Grab befindet sich auf dem Grinzinger Friedhof (Gruppe MA, Nummer 20) in Wien.

## Weitere Werke (Auswahl)
- Bauten für die Wiener Weltausstellung 1873
- Ackerbauschule Klagenfurt, 1878
- Landesmuseum Klagenfurt, 1879–1884
- Geschäftshäuser in Wien, Gmunden und Mailand